# Дьюла Крівіц
Дьюла Крівіц (угор. Krivicz Gyula, нар. 21 липня 1913, Шомодь, Печ — пом. 22 грудня 1979, Печ) — угорський футболіст, що грав на позиції нападника. 
Виступав у складі клуба «Печ ВСК» (Залізничний Спортивний клуб Печа), що був у той час одним з лідерів Південно-західної ліги аматорського чемпіонату Угорщини. 
У складі аматорської збірної Угорщини був у заявці на Олімпійських іграх 1936 року, але на поле не виходив. 